# Artur Janosz
Artur Janosz (ur. 16 czerwca 1993 w Pszczynie) – polski kierowca wyścigowy.

## Życiorys

### Euroformula Open
Po pięciu latach startów w kartingu i w klasie GT3 Mistrzostw Polski, Janosz przesiadł się do jednomiejscowego bolidu wyścigowego w 2013 roku. Podpisał wówczas kontrakt z hiszpańską ekipą Campos Racing na starty w Europejskiej F3 Open. Pierwszy raz wystartował w lutym i w marcu, w wyścigach zimowych organizowanych na torach Paul Ricard oraz Jerez. Ukończył je na ósmej i siódmej pozycji.
Sezon mistrzostw rozpoczął się wyścigiem we Francji, na torze Paul Ricard. w pierwszym wyścigu Polak dojechał do mety jako 22, a w drugim był 25. Z wyścigu na wyścig Janosz plasował się coraz wyżej. Pierwsze punkty zdobył w niedzielnym wyścigu na torze Formuły 1 Circuit de Spa-Francorchamps w Belgii. Uplasował się w nim na ósmym miejscu. W październiku, na innym torze znanym z Mistrzostw Świata Formuły 1, we włoskiej miejscowości Monza Polak zaliczył udane starty. W pierwszym wyścigu uplasował się na dziewiątej pozycji, a w drugim przegrał tylko z czołówką serii, plasując się na szóstym miejscu. W końcowej klasyfikacji kierowców na koncie Polaka widniało szesnaście punktów, które uplasowały go na trzynastym miejscu.
Sezon 2014 oznaczał nie tylko zmianę regulacji i nazwy serii Euroformula Open, w której Janosz startował, ale również nowy kontrakt Polaka, z zespołem broniącym tytułu wśród zespołów – włoską ekipą RP Motorsport. Sezon rozpoczął się dla Polaka znacznie lepiej niż poprzedni - od czwartego miejsca na Nürburgringu. W niedzielnym wyścigu na tymże torze Janosz przegrał jedynie ze swoim partnerem zespołowym Sandy Stuvikiem. 7 czerwca zmagania przeniosły się do Portugalii, na tor Autódromo Internacional do Algarve. Tam Polak świętował pierwsze zwycięstwo. Sukces był tym większy, że Janosz objął prowadzenie w klasyfikacji mistrzostw. W drugim wyścigu przegrał jedynie z Tajlandczykiem Sandy Stuvikiem. Podczas kolejnej rundy w Jerez Polak stracił prowadzenie w walce o tytuł mistrzowski. W pierwszym wyścigu dojechał do mety 3,7 sekundy za Stuvikiem. Do drugiego wyścigu Janosz wywalczył pierwsze pole position w tychże mistrzostwach. Jednak Polak popełnił dwa błędy, które skutkowały najpierw karą przejazdu przez boksy, a następnie kolizją z Tanartem Sathienthirakulem. Kolejne dwa wyścigi mistrzostw odbyły się w dniach 5-7 lipca na znanym z Formuły 1 torze Hungaroring w Budapeszcie. W sobotnim wyścigu Polak startował z pierwszego pola. Na starcie zdołał utrzymać prowadzenie, które dowiózł do samej mety. Dodatkowo zdobyty punkt za najszybsze okrążenie zbliżył go do prowadzącego w klasyfikacji Stuvika. W niedziele Polak ponownie był najszybszy w czasówce. Jednak Alex Palou przeprowadzi udany atak i pokonał Polaka w wyścigu. Polakowi udało się jednak objąć prowadzenie w klasyfikacji, gdyż awaria zawieszenia wyeliminowała Sandiego Stuvika. Pozostała część sezonu należała jednak do Tajlandczyka. Wygrał on siedem z ośmiu wyścigów na torach Silverstone Circuit, Circuit de Spa-Francorchamps, Autodromo Nazionale di Monza i Circuit de Barcelona-Catalunya. Janosz po dwóch piątych pozycjach w Wielkiej Brytanii, powrócił na podium podczas niedzielnego wyścigu w Belgii, gdzie uplasował się na drugiej pozycji. Polak stracił jednak drugą pozycję w klasyfikacji na rzecz Alexa Palou. Pozycję tę odzyskał na torze Monza 27-28 września. W obu wyścigach był gorsze jedynie od Stuvika, który zapewnił sobie już tytuł mistrzowski. Jego główny rywal, Palou, zdobył zaledwie jeden punkt za najszybsze okrążenie w niedzielnym wyścigu. O podziale drugiego i trzeciego miejsca w klasyfikacji miała zdecydować ostatnia runda w Barcelonie. Spełniły się obawy, iż Hiszpan bardzo dobrze spisze się na swoim torze. W pierwszym wyścigu Palou był drugi, podczas gdy Janosz uplasował się na czwartej pozycji. W niedzielę Hiszpan był najszybszy zarówno w czasówce, jak i w wyścigu. Janosz ponownie był czwarty. Jednak drugie miejsce zajął startujący gościnnie Kanadyjczyk Nelson Mason, któremu nie przyznano punktów. W związku z tym Polakowi przyznano punkty za trzecie miejsce. Wystarczyło to do pokonania Palou o jeden punkt. Tym samym Janosz mógł świętować zdobycie tytułu wicemistrza serii.

### Seria GP3
W dniach 27-29 listopada 2014 roku Janosz brał udział w testach serii GP3 na torze Yas Marina. Najlepiej spisał się pierwszego dnia, kiedy w bolidzie ART Grand Prix uplasował się na ósmej pozycji.
Nadzieja na starty w tejże serii spełniła się pod koniec lutego. Wówczas Polak podpisał kontrakt z włoską ekipą Trident na starty w sezonie 2015.

## Wyniki

### GP3
| Legenda oznaczeń w tabelach wyników Wyświetl szablon na nowej stronie | Legenda oznaczeń w tabelach wyników Wyświetl szablon na nowej stronie                                                                     |
| Oznaczenie                                                            | Wyjaśnienie |
| --------------------------------------------------------------------- | --- |
| Złoty                                                                 | Zwycięzca lub mistrzostwo |
| Srebrny                                                               | 2. miejsce lub wicemistrzostwo |
| Brązowy                                                               | 3. miejsce lub II wicemistrzostwo |
| Zielony                                                               | Ukończył, punktował (w klasyfikacji generalnej, gdy zdobył co najmniej jeden punkt na przestrzeni sezonu, poza trzema powyższymi opcjami) |
| Niebieski                                                             | Ukończył, nie punktował (w klasyfikacji generalnej, gdy nie zdobył co najmniej jednego punktu na przestrzeni sezonu)                      |
| Czerwony                                                              | Nie zakwalifikował się (NZ) |
| Czerwony                                                              | Nie prekwalifikował się (NPK) |
| Różowy                                                                | Nie ukończył (NU) |
| Różowy                                                                | Niesklasyfikowany (NS) (w klasyfikacji generalnej, gdy nie został sklasyfikowany w żadnym wyścigu sezonu)                                 |
| Czarny                                                                | Zdyskwalifikowany (DK) |
| Czarny                                                                | Wykluczony (WYK/EX) |
| Biały                                                                 | Nie wystartował (NW) |
| Biały                                                                 | Kontuzjowany (K/INJ) |
| Biały                                                                 | Wyścig odwołany (OD/C) |
| Bez koloru                                                            | Został wycofany (WYC/WD) |
| Bez koloru                                                            | Nie przybył (NP/DNA) |
| Bez koloru                                                            | Nie brał udziału w treningach (NT/DNP) |
| Bez koloru                                                            | Nie został zgłoszony (–) |
| Pogrubienie                                                           | Start z pole position |
| Kursywa                                                               | Najszybsze okrążenie wyścigu |
| †                                                                     | Nie ukończył, ale jego rezultat został zaliczony ze względu na przejechanie więcej niż 90% dystansu wyścigu.                              |
| *                                                                     | Sezon w trakcie |
| 1/2/3                                                                 | Punktowana pozycja w sprincie |
| Lista systemów punktacji Formuły 1                                    | |

| Rok  | Zespół  | Wyniki w poszczególnych eliminacjach | Wyniki w poszczególnych eliminacjach | Wyniki w poszczególnych eliminacjach | Wyniki w poszczególnych eliminacjach | Wyniki w poszczególnych eliminacjach | Wyniki w poszczególnych eliminacjach | Wyniki w poszczególnych eliminacjach | Wyniki w poszczególnych eliminacjach | Wyniki w poszczególnych eliminacjach | Wyniki w poszczególnych eliminacjach | Wyniki w poszczególnych eliminacjach | Wyniki w poszczególnych eliminacjach | Wyniki w poszczególnych eliminacjach | Wyniki w poszczególnych eliminacjach | Wyniki w poszczególnych eliminacjach | Wyniki w poszczególnych eliminacjach | Wyniki w poszczególnych eliminacjach | Wyniki w poszczególnych eliminacjach | Punkty | Pozycja |
| ---- | ------- | ------------------------------------ | ------------------------------------ | ------------------------------------ | ------------------------------------ | ------------------------------------ | ------------------------------------ | ------------------------------------ | ------------------------------------ | ------------------------------------ | ------------------------------------ | ------------------------------------ | ------------------------------------ | ------------------------------------ | ------------------------------------ | ------------------------------------ | ------------------------------------ | ------------------------------------ | ------------------------------------ | ------ | ------- |
| 2015 | Trident | ESP                                  | ESP                                  | AUT                                  | AUT                                  | GBR                                  | GBR                                  | HUN                                  | HUN                                  | BEL                                  | BEL                                  | ITA                                  | ITA                                  | RUS                                  | RUS                                  | BHR                                  | BHR                                  | ARE                                  | ARE                                  | 20     | 14      |
| 2015 | Trident | 15                                   | 12                                   | 21                                   | 9                                    | 9                                    | 17                                   | 16                                   | NU                                   | 12                                   | 7                                    | 16                                   | NU                                   | 10                                   | 5                                    | 6                                    | 12                                   | 10                                   | 9                                    | 20     | 14      |
| 2016 | Trident | ESP                                  | ESP                                  | AUT                                  | AUT                                  | GBR                                  | GBR                                  | HUN                                  | HUN                                  | GER                                  | GER                                  | BEL                                  | BEL                                  | ITA                                  | ITA                                  | MAL                                  | MAL                                  | ARE                                  | ARE                                  | 3      | 20      |
| 2016 | Trident | 16                                   | 12                                   | 11                                   | 9                                    | 9                                    | 15                                   | 14                                   | 12                                   | 11                                   | NU                                   | 12                                   | 9                                    | 16                                   | 8                                    | NU                                   | 16                                   | NU                                   | 19                                   | 3      | 20      |

### Podsumowanie
| Sezon | Seria                                 | Zespół                | Wyścigi | Zwycięstwa | PP | NO | Podium | Punkty | Pozycja |
| ----- | ------------------------------------- | --------------------- | ------- | ---------- | -- | -- | ------ | ------ | ------- |
| 2013  | Europejska F3 Open (edycja zimowa)    | Campos Racing         | 2       | 0          | 0  | 0  | 0      | 0      | NS      |
| 2013  | Europejska F3 Open                    | Campos Racing         | 16      | 0          | 0  | 0  | 0      | 16     | 13      |
| 2014  | Euroformula Open (edycja zimowa)      | RP Motorsport         | 1       | 0          | 0  | 0  | 0      | 0      | NS      |
| 2014  | Euroformula Open                      | RP Motorsport         | 15      | 2          | 3  | 4  | 9      | 243    | 2       |
| 2015  | Seria GP3                             | Trident               | 18      | 0          | 0  | 0  | 0      | 20     | 14      |
| 2015  | Europejska Formuła 3                  | EuroInternational     | 3       | 0          | 0  | 0  | 0      | 0      | 33      |
| 2016  | Seria GP3                             | Trident               | 18      | 0          | 0  | 0  | 0      | 3      | 20      |
| 2016  | Formuła V8 3.5                        | RP Motorsport         | 2       | 0          | 0  | 0  | 0      | 2      | 19      |
| 2016  | 6 Hours of Rome - Overall             | Team Lazarus          | 1       | 0          | 0  | 0  | 1      | N/A    | 3       |
| 2016  | Lamborghini Super Trofeo Europe - Pro | Orange 1 Team Lazarus | 2       | 0          | 0  | 0  | 0      | 10     | 14      |
| 2017  | Lamborghini Super Trofeo Asia - Pro   | Team Lazarus          | 12      | 2          |    |    | 8      |        | 2       |
| 2018  | Lamborghini Super Trofeo Asia - Pro   | FFF Racing            | 12      | 5          | 2  |    | 10     |        | 1       |
| 2019  | WSMP Endurance                        | GT3 Poland            | 4       | 2          | 3  |    | 4      |        | 1       |
| 2019  | Fia Motorsport Games                  | Vincenzo Sospiri      | 3       | 0          | 1  |    | 1      |        | 2       |